# Cour des comptes (Belgique)
Pour les articles homonymes, voir Cour des comptes.
La Cour des comptes est une juridiction administrative de Belgique, chargée principalement de juger la régularité des comptes publics, contrôler l'usage des fonds publics par les ordonnateurs, les entreprises publiques, ou même les organismes privés bénéficiant d'une aide de l'État, et enfin d'informer le Parlement, le Gouvernement et l'opinion publique sur la conformité des comptes. Ses contrôles concernent les dépenses et les recettes des gouvernements fédéral, communautaires et régionaux, ainsi que des députations permanentes des provinces.
Instituée par l'article 180 de la Constitution belge, cette juridiction est un organe collatéral du Parlement fédéral belge. Elle exerce un contrôle externe sur les opérations budgétaires, comptables et financières de l'État fédéral, des Communautés, des Régions, des organismes d'intérêt public qui en dépendent, ainsi que des provinces. Le contrôle des communes n'est pas de sa compétence.

## Historique

### Avant 1830 (d'après le discours du comteFélix De Mûelenaeredaté de 1830)[1]
La première Chambre des comptes qui ait eu dans la Belgique une organisation régulière fut instituée en 1385, par Philippe le Hardi, duc de Bourgogne et comte de Flandre.  Le siège de cette chambre était à Lille. Avant cette époque, ceux qui étaient commis à l'audition des comptes suivaient la personne du Souverain et toutes les affaires relatives au domaine se traitaient à la Cour. La Chambre des comptes de Lille, dont le ressort s'étendait sur les provinces des Flandres, du Hainaut, de l'Artois, de Namur, du Tournésis, du Cambrésis et de la Seigneurie de Malines, fut composée d'un président, de quatre maîtres de comptes, de deux auditeurs, d'un greffier et d'un greffier extraordinaire.
Le duc Philippe le Hardi fit venir de chacune des chambres des comptes de Paris et de Dijon, un maître des comptes pour introduire la nouvelle chambre de Lille, du style et de la manière de procéder en France. Ces errements furent suivis jusqu'en 1541, mais Charles Quint par son ordonnance du 5 octobre de cette année prescrivit de nouvelles instructions, non seulement pour la chambre de Lille, mais aussi pour celles de Bruxelles et de La Haye, qui avaient été créées par Marie de Bourgogne.
Lorsqu'en 1667, les Français se furent rendus maîtres de la ville de Lille, la chambre des comptes fut transférée à Bruges, où elle continua de siéger jusqu'en 1680. Elle fut établie ensuite à Bruxelles et finalement réunie à la chambre des comptes de Brabant par décret de l'empereur Charles VI du 16 octobre 1735 : dès lors il n'y eut plus qu'une seule chambre des comptes, fixée à Bruxelles, par toutes les provinces des Pays-Bas autrichiens. Cette chambre était composée d'un président, de six conseillers maîtres ordinaires, de quatre conseillers surnuméraires, de plusieurs auditeurs et de deux greffiers : elle subsista ainsi jusqu'à ce qu'elle fût supprimée par le gouvernement français.
Sous le régime français, la comptabilité des départements réunis de la Belgique fut dévolue à la Cour des comptes de Paris. Aux termes de l'article 7 de la loi  du 16 septembre 1807, la Cour des comptes prend rang immédiatement après la cour de cassation et jouit des mêmes prérogatives.
Après l'évacuation de la Belgique par les Français, le gouverneur-général-baron Vincent établit à Bruxelles, par Arrêté du 20 mai 1814 un comité, provisoire, de comptabilité et de contrôle, qui fut remplacé le 30 novembre 1814 par une chambre des comptes.
Enfin par la loi du 21 juin 1821, une seule chambre des comptes pour tout le Royaume des Pays-Bas fut établie à La Haye : elle était composée de seize membres et d'un secrétaire.
Cette chambre était chargée d'entendre et de clore les comptes des receveurs et officiers qui avaient le maniement des revenus du souverain, elle était également chargée de l'enregistrement et du dépôt des actes, tels que les traités, les concordats, les conventions et tous les autres contrats concernant les possessions et les prérogatives du souverain.

### Depuis 1830
La Cour des Comptes de Belgique est instituée par un décret du 30 décembre 1830, quelques mois après la Révolution, et avant l'adoption de la Constitution. Le 23 février 1831, la Cour des Comptes soumet à l'approbation du Congrès national son projet pour son règlement d'ordre et son exposé des motifs en exécution de l'article 17 de ce décret.
Elle est organisée par la loi du 29 octobre 1846 plusieurs fois modifiée.
La toute nouvelle Cour des Comptes s'était installée dans la maison de Théophile Fallon, son Président, rue des petits Carmes 14 à Bruxelles. Son greffier était Pierre-Joseph Meeûs-Vandermaelen, beau-frère de Ferdinand de Meeûs, gouverneur de la Société Générale pour favoriser l'industrie nationale et de Philippe Vandermaelen, le célèbre géographe.

## Organisation et missions
Les douze membres de la cour sont désignés pour six ans par la Chambre des représentants.
La principale mission de la Cour est un contrôle général sur les comptes de l'État fédéral, de chaque entité fédérée et de la commission communautaire commune. Dans ce cadre, elle examine les recettes et les dépenses de chaque entité sous forme d'un contrôle de légalité et d'un contrôle budgétaire et comptable.
Elle règle aussi par des arrêts les comptes des comptables publics. Dans ce cadre, elle examine la comptabilité des différents comptables, y compris ceux des communes dont elle ne contrôle pas la régularité des comptes. Seule cette mission présente un caractère juridictionnel, et les arrêts rendus par la cour peuvent faire l'objet d'un pourvoi devant la Cour de cassation.